# Ferdinand Broili
Ferdinand Broili (né le 11 avril 1874 à Mühlbach, commune de Bad Neustadt an der Saale et décédé le 30 avril 1946 également à Mühlbach) est un paléontologue allemand.

## Sélection de publications
- Permische stegocephalen und reptilien aus Texas, 1904 – Stégocéphaliens et reptiles du Permien du Texas.
- Grundzüge der Paläontologie (par Karl von Zittel, nouvelle édition par Broili, 1910–11).
- Zur Osteologie des Schädels von Placodus, 1912 – L'ostéologie du crâne de Placodus.
- Die permischen Brachiopoden von Timor, 1916 – Les brachiopodes du Permien de Timor.
- Permische brachiopoden von Rotti, 1922 – Les brachiopodes du Permian de l'île de Rote.
- Zur geologie des Vogelkop, 1924 – La géologie de la Péninsule de Doberai.
- Ein neuer Fund von Pleurosaurus aus dem Malm Frankens, 1926 – Une nouvelle découverte de pleurosaurus du Jurassique supérieur de Franconie.
- Mixosauridae von Timor, 1931 – Mixosauridae (en) du Timor.
- Zur Osteologie des Kopfes von Cynognathus, 1934 – L'ostéologie du crâne de Cynognathus[1].